# سیلور اند
سیلور اند (به انگلیسی: Silver End) یک روستا و محله مدنی در بریتانیا است که در Braintree واقع شده‌است. سیلور اند ۳٬۸۶۱ نفر جمعیت دارد.